# آلبرتو دلاکوا
آلبرتو دلاکوا (ایتالیایی: Alberto Dell'Acqua؛ زادهٔ ۱۴ مارس ۱۹۳۸) هنرپیشه اهل ایتالیا است.
از فیلم‌هایی که وی در آن نقش داشته‌است، می‌توان به فرزندان بابا، به من میگن ترینیتی، زامبی ۲، هفت تپانچه برای خانواده مک‌گرگور، این گروه مرگبار و سه رفیق اشاره کرد.